# Saint-Simon (Lot)
Saint-Simon is een gemeente in het Franse departement Lot (regio Occitanie) en telt 130 inwoners (2005). De plaats maakt deel uit van het arrondissement Figeac.

## Geografie
De oppervlakte van Saint-Simon bedraagt 9,3 km², de bevolkingsdichtheid is 14,0 inwoners per km².
De onderstaande kaart toont de ligging van Saint-Simon (Lot) met de belangrijkste infrastructuur en aangrenzende gemeenten.

## Demografie
Onderstaande figuur toont het verloop van het inwonertal (bron: INSEE-tellingen).